# 24 juin 1910
Le vendredi 24 juin 1910 est le 175e jour de l'année 1910.

## Naissances
- Aldo Calò (mort en 1983), sculpteur italien
- Irving Kaufman (mort le 1er février 1992), juge fédéral des États-Unis
- Jean-Julien Bourgault (mort en février 1996), sculpteur québécois
- Jean Le Sueur (mort le 27 août 1969), joueur de tennis français
- Jean Ville (mort le 22 janvier 1989), mathématicien français
- Katherine Locke (morte le 12 septembre 1995), actrice américaine
- Margaret Kelly (morte le 11 septembre 2004), danseuse franco-irlandaise
- Martha Sleeper (morte le 25 mars 1983), actrice américaine
- Teddy Yarosz (mort le 29 mars 1974), boxeur américain

## Événements
- Création de la compagnie Alfa Romeo